# Stephanus Jacobus van Royen (1764-1834)
Stephanus Jacobus van Royen (Vledder, gedoopt 8 april 1764 - Bad Bentheim, 3 augustus 1834) was schulte, maire, burgemeester en notaris van de voormalige Nederlandse gemeente Vledder.

## Leven en werk
Van Royen, lid van de familie Van Roijen en zoon van luitenant Stephanus van Royen en Adriaantje Drabber, bewoonde het door jhr. François van Westerbeek gebouwde huis aan de Westerbeeksloot gelegen op het gelijknamige landgoed Westerbeeksloot nabij het Drentse Vledder. Na het overlijden van zijn vader verkochten de gezamenlijke erfgenamen het in hun bezit zijnde landgoed aan de familie Heloma uit Heerenveen. Van Royen zelf bleef in het bezit van de ouderlijke woning aan de Westerbeeksloot.

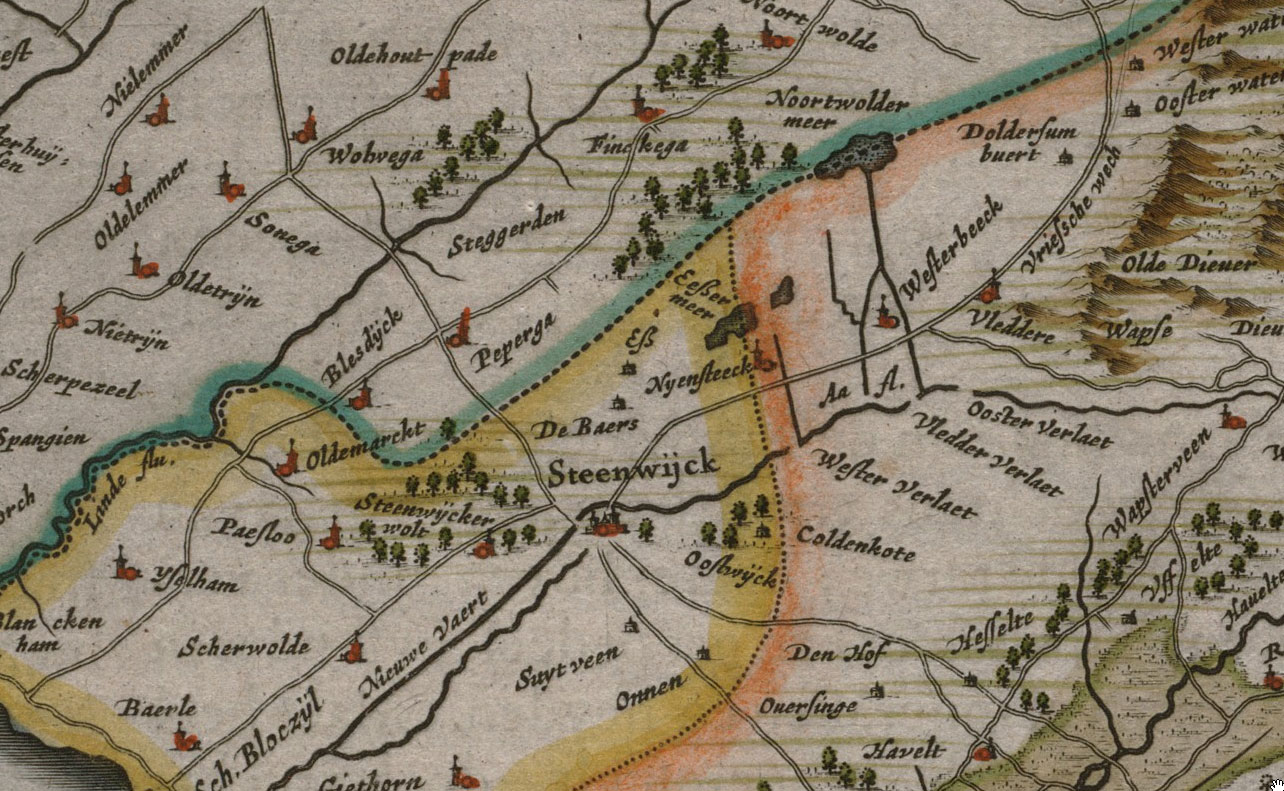
Het eerste huis Westerbeeck van François van Westerbeek aan de Westerbeeksloot, de latere woning van de familie van Royen, op een kaart van Drenthe, getekend door Cornelis Pijnacker in 1634 en opgenomen in de atlas van Blaeu

Van Royen genoot het vertrouwen van de bevolking van Vledder. In 1795 werd de oude schulte van Vledder en Havelte Van Riemsdijk afgezet. De boervergadering koos vervolgens Van Royen tot schulte. Hij zou gedurende de Franse tijd ook maire en schulte zijn van het schultambt Diever (inclusief Vledder en Wapserveen) en notaris van Vledder. Van 1813 tot zijn overlijden in 1834 was hij burgemeester en notaris van Vledder, functies die hij tot 1819 combineerde met het burgemeesterschap van Diever. Op zijn initiatief waren in 1811 Vledder en Diever tot één gemeente samengevoegd, maar Van Royen slaagde er niet in om er ook administratief één geheel van te maken. In 1815 werd Vledder weer een zelfstandige gemeente.
In 1818 bemiddelde Van Royen bij de komst van de Maatschappij van Weldadigheid naar Drenthe. Het landgoed Westerbeeksloot, dat inmiddels bij hem als notaris publiekelijk was geveild ten behoeve van de erven Heloma, was in het bezit gekomen van de oud-maire en -burgemeester van Ruinen, R.A.L. Nobel. Beide heren waren lid van de Staten van Drenthe en kenden elkaar goed. Van Royen ging met de burgemeester van Steenwijk en een plaatselijke arts op bezoek bij Nobel, die in Huyze de Wijck in Elburg woonde. Zij wisten hem te overreden het landgoed voor ƒ 56.000 te verkopen aan de Maatschappij van Weldadigheid.  In datzelfde jaar nog werd een begin gemaakt met de eerste proefkolonie Westerbeek, het latere Frederiksoord. Van Royen blijft actief bij het verwerven en aankopen van gronden voor de Maatschappij van Weldadigheid. Niet alleen in de omgeving van Steenwijk en Vledder, maar ook in Veenhuizen weet hij 25.000 hectare te verkrijgen. Als schout van Vledder maakt van Royen ook deel uit van de raad van policie en tucht, die voor de kolonies wordt ingesteld. Hij fungeerde als voorzitter van deze raad. Zijn zwager Sikke Berends Drijber werd benoemd tot onderdirecteur van de Maatschappij van Weldadigheid en is tevens winkelier van de kolonie in Frederiksoord. Zijn neef Coenraad Hulst, zoon van zijn zuster Anna van Royen, werd in 1824 onderdirecteur van een van de kolonies van de maatschappij in Veenhuizen.
Van Royen trouwde op 24 september 1797 met Grietje Berends Drijber uit Wapse. Hun zoon Stephanus (1798-1883) werd eveneens burgemeester van Vledder en van Diever. Een andere zoon, Isaäc Antoni Soetens van Roijen (1800-1868),  was de latere commissaris des Konings van Groningen en diens zoon Berend van Roijen werd burgemeester Groningen. Van Royen overleed in 1834 op 70-jarige leeftijd in het Duitse Bad Bentheim.
In Vledder is de Van Royenlaan naar de burgemeestersfamilie Van Royen genoemd.